# Agriotes pavesii
Agriotes pavesii là một loài bọ cánh cứng trong họ Elateridae. Loài này được Platia & Gudenzi miêu tả khoa học năm 2001.